# Gemma Hayes
Gemma Hayes (Ballyporeen, 11 agosto 1977) è una cantautrice e chitarrista irlandese.

## Discografia

### Album
- 2003 - Night on My Side
- 2005 - The Roads Don't Love You
- 2008 - The Hollow of Morning
- 2011 - Let It Break
- 2014 - Night & Day
- 2014 - Bones + Longing
- 2024 - Blind Faith

### EP
- 2001 - 4.35am
- 2001 - Work to a Calm
- 2006 - Gemma Hayes Napster Sessions
- 2008 - Gemma Hayes iTunes Festival 2008
- 2009 - Oliver

## Filmografia
- A Love Divided, regia di Syd Macartney (1999)
- Freeloaders, regia di Dan Rosen (2012)